# Rumia (stacja kolejowa)
Rumia – kolejowa stacja węzłowa w Rumi leżąca na linii Gdańsk Główny - Stargard. Według klasyfikacji PKP ma kategorię dworca aglomeracyjnego. Obsługuje połączenia trójmiejskiej SKM, a także międzymiastowe w obrębie północno-zachodniej części województwa pomorskiego.

## Ruch pasażerski
| Rok  | Wymiana roczna | Wymiana pasażerska na dobę | miejsce w Polsce |
| ---- | -------------- | -------------------------- | ---------------- |
| 2017 | 4 020 000      | 11 000                     | 17               |
| 2018 | 3 910 000      | 10 700                     | 18               |
| 2019 | 4 560 000      | 12 500                     | 18               |
| 2020 | 1 560 000      | 4 200                      | 40               |
| 2021 | 2 520 000      | 6 900                      | 24               |
| 2022 |                | 6 400                      | 53               |

## Historia
Kolej do Rumi dotarła w roku 1870, jednakże stacja kolejowa wraz z dworcem o konstrukcji szkieletowej została uruchomiona dopiero ok. 1880 roku. Na początku XX wieku powstał nowy budynek dworca, zniszczony przez Wehrmacht w 1945. Obecny budynek dworca powstał w roku 1960.

## Budynek stacyjny
Stacja posiada przejście podziemne łączące ul. Grunwaldzką z ul. Towarową. W budynku dworcowym z 1960 r. oraz na peronach znajdują się kasowniki i tablice informacyjne z rozkładem jazdy. W latach 2013–2014 trwał remont dworca, w wyniku którego kosztem 5,14 mln zł nastąpiło odświeżenie elewacji, ocieplenie budynku oraz przebudowa wnętrz (klatki schodowe, zejścia do tunelu, nowe windy łączące wszystkie kondygnacje dworca) i ich przystosowanie do potrzeb osób niepełnosprawnych. Uporządkowano i zmniejszono część przeznaczoną pod działalność komercyjną (powierzchnia handlowa została zmniejszona z 330 m² do 120 m²) oraz powierzchnię dla pasażerów (do około 320 m²). Obecnie w holu dworca znajduje się tylko niewielka poczekalnia i dwie kasy biletowe, a na zewnątrz budynku powstały dodatkowe, zadaszone miejsca siedzące dla pasażerów.
Po przebudowie 80% powierzchni budynku znalazło się w gestii miasta Rumia, które umieściło tu Stację Kultura (otwartą we wrześniu 2014), złożoną z biblioteki (z czytelnią oraz salą konferencyjną; powierzchnia użytkowa około 490 m²), centrum kultury (pracownia plastyczna i fotograficzna, Dyskusyjny Klub Filmowy, Klub Podróżnika - razem około 100 m²) i pomieszczeń przeznaczonych dla organizacji pozarządowych (290 m²).
Wykonawcą remontu była firma Budrem - Rybak, a projekt wnętrz opracowała pracownia Sikora Wnętrza.